# Cameroun oriental (État)
1961–1972
Entités précédentes :
- République du Cameroun

Entités suivantes :
- Région de l'Extrême-Nord
- Région du Nord
- Région de l'Adamaoua
- Région du Centre
- Région de l'Est
- Région du Sud
- Région du Littoral
- Région de l'Ouest

Le Cameroun oriental (en anglais : East Cameroon) était un État de la République fédérale du Cameroun qui a existé entre 1961 et 1972. Il est créé le 1er octobre 1961 lorsque la République du Cameroun est fédéré avec l'ancien Cameroun méridional sous administration britannique pour former la République fédérale du Cameroun. Il est aboli le 2 juin 1972 lorsque le Cameroun devient un État unitaire.  

## Histoire
L'Empire allemand établi le protectorat du Kamerun en août 1884. À la fin de la Première Guerre mondiale, le traité de Versailles divise le Kamerun allemand entre la France et le Royaume-Uni, le Cameroun oriental devenant le Cameroun français.
Le Cameroun français est devenu indépendant en tant que République du Cameroun le 1er janvier 1960. Lors d'un référendum organisé en 1961, il est demandé aux électeurs du Cameroun méridional voisin, administré par les Britanniques, s'ils souhaitaient rejoindre le Nigeria ou le Cameroun. La majorité ayant choisi de rejoindre le Cameroun, le Cameroun méridional, est fédéré à la République du Cameroun pour former la République fédérale du Cameroun le 1er octobre 1961,.
À la suite d'un référendum organisé le 20 mai 1972, une nouvelle constitution entre en vigueur le 2 juin 1972, qui reconstitue le Cameroun en tant qu'État unitaire. Le Cameroun oriental est aboli. 

## Gouvernance
La constitution du Cameroun oriental confère à la région son propre corps législatif et son propre gouvernement régional dirigé par un premier ministre. La constitution fédérale donne aux institutions du Cameroun oriental des compétences exécutives et législatives dans tous les domaines qui ne sont pas spécifiquement réservés au gouvernement fédéral.

### Exécutif
L'autorité exécutive est confiée à un Conseil exécutif composé du Premier ministre et d'autres secrétaires d'État.

#### Premiers ministres
- Charles Assalé (1961-1965)
- Vincent De Paul Ahanda (1965-1965)
- Simon Pierre Tchoungui (1965-1972)

### Législatif
Le Cameroun oriental disposait d'une assemblée législative monocamérale de 100 membres.

#### Président de l'Assemblée législative
- Louis Kemayou (1961-1970)
- Sanda Oumarou (1970-1972)